# Éordée
L'Éordée (Ἐορδαία / Eordia) est une région de la Macédoine antique. Le nom d'Éordée vient des Éordes, un peuple « indigène » de Macédoine, probablement apparentés aux Thraco-Illyriens.
La région est actuellement un dème (municipalité) de la périphérie de Macédoine-Occidentale, appartenant au district régional de Kozani. Son chef-lieu est Ptolémaïda. Il a été créé en 2010 dans le cadre du programme Kallikratis par la fusion des anciens dèmes de Ptolémaïda, Vermio, Mouriki et Ayia Paraskevi et de la communauté de Vlasti, son territoire correspondant à celui de l'ancienne province d'Éordée, ayant existé de 1912 à 1997.